# Пирц, Вася
Вася Пирц (словен. Vasja Pirc; 19 декабря 1907, Идрия — 2 июня 1980, Любляна) — югославский шахматист, гроссмейстер (1953), шахматный теоретик. Шахматный литератор. Редактор журнала «Шахматный вестник» (1934—1941) и «Шах» (1938, 1949—1950). Победитель IX Шахматной Олимпиады в составе команды Югославии (1950).

## Биография
Родился 19 декабря 1907 года в Идрии (Австро-Венгрия, теперь Словения) в семье профессора гимназии, отец преподавал историю и географию. В семье были популярны шахматы. Мать была домохозяйкой. Они были его первыми учителями в шахматах и с 6 лет он играл с ними партии. В детстве он переехал в Марибор, где поступил в классическую гимназию, где был лучшим учеником и шахматистом. Первым его учебником был учебник Дифрана на немецком языке, а наставником Милан Видмар. Вскоре Пирц стал чемпионом Марибор по шахматам.
Переехав в Любляну, где он изучал историю и географию в университете так же, как и его отец. Он окончил учёбу и стал мастером по шахматам на Федеральном любительском турнире в Карловаце в 1927 году. В том же году он стал чемпионом Любляны по шахматам.
Затем он уехал учиться в Вену, прожил там почти два года и многому научился, играя там с мастерами.
Первого успеха добился в 1927 году на турнире любителей в Карловаце — 1-е место. Когда в 1929 году в Рогашке Слатине впервые в Югославии был организован международный турнир, Пирц принял в нем участие и, несмотря на сильную конкуренцию, разделил 3-5 места. С тех пор он считался одним из ведущих молодых мастеров.
В 1930—50-х годах Пирц — один из сильнейших шахматистов Югославии. Лучшие результаты в чемпионатах страны: 1935 — 1-2-e, 1936 и 1937 — 1-е, 1945 — 3-е, 1948 — 1-2-е, 1949 — 2-е, 1953 — 1-е места. В составе команды Югославии участник 6 олимпиад (1931—1954), ряда матчей СССР — Югославия. Участвовал в 1-м межзональном турнире (Сальтшёбаден, 1948) — 11-13-е место и в двух зональных турнирах ФИДЕ.
Лучшие результаты в других международных соревнованиях: Сльяч (1932) — 3-е; Гастингс (1932/1933) и Будапешт—Уйпешт (1934) — 2-е; Марибор — 1-2-е; Подебрады (1936) — 4-5-е; Лодзь и Бад-Гарцбург (1938) — 1-е; Теплице (1947) — 1-2-е; Карловы Вары (1948) — 4-5-е; Мар-дель-Плата (1950) — 4-е; Мемориал Стаунтона (1951) — 2-4-е; Опатия (1953) — 4-6; Бевервейк (1954) — 1-2-е; Гамбург (1955) — 3-е; Вена (1956/1957) — 2-е; Мадрид (1961) — 4-е; Грац (1961) — 3-е места. В 1949 году в Бледе и Любляне сыграл вничью матч с экс-чемпионом мира М. Эйве — 5:5. Шахматист классического позиционного стиля.
Внёс ценный вклад в развитие теории дебютов (см. Защита Пирца — Уфимцева).

## Спортивные результаты
| Год       | Город                        | Турнир                   | +  | − | =  | Результат | Место |
| --------- | ---------------------------- | ------------------------ | -- | - | -- | --------- | ----- |
| 1927      | Карловац                     | Турнир любителей         |    |   |    | из        | 1     |
| 1929      | Рогашка-Слатина              | Международный турнир     |    |   |    | из        | 3-5   |
| 1931      | Прага                        | 4-я олимпиада            | 10 | 2 | 5  | 12½ из 17 | 2     |
| 1932      | Сльяч                        | Международный турнир     | 5  | 1 | 7  | 8½ из 13  | 3     |
| 1932/1933 | Гастингс                     | Международный турнир     | 5  | 1 | 3  | 6½ из 9   | 2     |
| 1934      | Будапешт/Уйпешт              | Международный турнир     | 7  | 1 | 7  | 10½ из 15 | 2     |
| 1935      | Белград                      | Чемпионат Югославии      |    |   |    | из        | 1-2   |
|           | Варшава                      | 6-я олимпиада            | 4  | 5 | 6  | 7 из 15   |       |
| 1936      | Нови-Сад                     | Чемпионат Югославии      |    |   |    | из        | 1     |
|           | Марибор                      | Международный турнир     |    |   |    | из        | 1-2   |
|           | Подебрады                    | Международный турнир     | 6  | 2 | 9  | 10½ из 17 | 4-5   |
| 1937      | Рогашка-Слатина              | Чемпионат Югославии      |    |   |    | из        | 1     |
|           | Стокгольм                    | 7-я олимпиада            | 3  | 2 | 12 | 9 из 17   |       |
| 1938      | Лодзь                        | Международный турнир     | 8  | 0 | 7  | 11½ из 15 | 1     |
|           | Бад-Гарцбург                 | Международный турнир     | 4  | 0 | 5  | 6½ из 9   | 1     |
| 1945      |                              | Чемпионат Югославии      |    |   |    | из        | 3     |
| 1947      | Теплице                      | Международный турнир     |    |   |    | из        | 1-2   |
| 1948      |                              | Чемпионат Югославии      |    |   |    | из        | 1-2   |
|           | Сальтшёбаден                 | Межзональный турнир      | 4  | 4 | 11 | 9½ из 19  | 11-13 |
|           | Карловы Вары/Марианске-Лазне | 5-й международный турнир | 7  | 3 | 9  | 11½ из 19 | 4-5   |
| 1949      |                              | Чемпионат Югославии      |    |   |    | из        | 2     |
|           | Блед/Любляна                 | Матч с М. Эйве           | 2  | 2 | 6  | 5 из 10   |       |
| 1950      | Мар-дель-Плата               | Международный турнир     |    |   |    | из        | 4     |
|           | Дубровник                    | 9-я олимпиада            | 7  | 2 | 5  | 9½ из 14  |       |
| 1951      | Бирмингем                    | Мемориал Стаунтона       | 7  | 3 | 5  | 9½ из 15  | 2-4   |
| 1952      | Хельсинки                    | 10-я олимпиада           | 2  | 1 | 7  | 5½ из 10  |       |
| 1953      |                              | Чемпионат Югославии      |    |   |    | из        | 1     |
|           | Опатия                       | Международный турнир     | 6  | 3 | 8  | 10 из 17  | 4-6   |
| 1954      | Бевервейк                    | Международный турнир     |    |   |    | из        | 1-2   |
|           | Амстердам                    | 11-я олимпиада           | 3  | 1 | 9  | 7½ из 13  |       |
| 1955      | Гамбург                      | Международный турнир     | 5  | 2 | 8  | 9 из 15   | 3     |
| 1956/1957 | Вена                         | Международный турнир     |    |   |    | из        | 2     |
| 1961      | Мадрид                       | Международный турнир     |    |   |    | из        | 4     |
|           | Грац                         | Международный турнир     | 3  | 0 | 8  | 7 из 11   | 3     |

## Книги
- Šahovski turnir osvoboditve v Ljubljani 1945—1946, Ljubljana, 1946;
- Stauntonov spominski turnir 1951, Ljubljana, 1953;
- Svjetski šahovski turnir Amsterdam 1950, Zagreb, 1954;
- Sto izbranih partij 1927—1967, Ljubljana, 1967.